# When Supernatural Battles Became Commonplace
When Supernatural Battles Became Commonplace (jap. 異能バトルは日常系のなかで Inō-Batoru wa Nichijō-kei no Naka de) – seria light novel autorstwa Koty Nozomiego z ilustracjami 029. Wydawnictwo SB Creative drukowało ją w imprincie GA Bunko pomiędzy 2012 a 2018 rokiem. Adaptacja w formie mangi ilustrowana przez Kōsuke Kurosego ukazywała się w magazynie Kadokawa Shoten Comp Ace od września 2013 do lutego 2015 roku i została zebrana w całość w czterech tomach. 12-odcinkowe anime wyprodukowane przez studio Trigger było transmitowane w Japonii pomiędzy 6 października a 22 grudnia 2014 roku. 

## Fabuła
Powieść przestawia historię klubu literackiego w liceum Senkō, którego pięciu członków – Jurai, Tomoyo, Hatoko, Sayumi oraz Chifuyu – zdołało w pewien sposób wyzwolić w sobie supermoce. Siły te stały się częścią ich codziennego życia towarzysząc w problemach okresu dojrzewania, jak również pomagając zmagać się z innymi posiadaczami nadnaturalnych zdolności. 

## Bohaterowie

### Członkowie klubu literackiego
- Jurai Andō (jap. 安藤 寿来 Andō Jurai)

Seiyū: Mamoru Miyano (drama CD), Nobuhiko Okamoto (anime) (japoński), Mateo Mpinduzi-Mott (angielski)
Główny protagonista cierpiący na znaczny syndrom Chūnibyō (tzw. zespół ósmej klasy) utrzymujący się nawet po tym, jak zdobył prawdziwe super moce. Nadał on nazwy mocom wszystkich pozostałych, przy czym są one pisane w kanji, ale czytane po angielsku. Jego moc to Dark and Dark (jap. 黒焰（ダークアンドダーク） Dāku ando Dāku; dosłownie czarny płomień), którą jest prawdopodobnie bezużyteczny czarny płomień.
- Tomoyo Kanzaki (jap. 神崎 灯代 Kanzaki Tomoyo)

Seiyū: Asami Imai (drama CD), Haruka Yamazaki (anime) (japoński), Shanae’a Moore (angielski)
Czerwonowłosa dziewczyna zapatrzona w Juraia i jego wygłupy. Jej mocą jest Closed Clock (jap. 永遠（クローズドクロック） Kurōzudo Kurokku; dosłownie wieczność) pozwalająca jej na przyspieszanie, spowalnianie lub zatrzymywanie czasu, jednak bez możliwości cofania się w nim. Później wychodzi na jaw, że w sekrecie próbuje zostać pisarką.
- Hatoko Kushikawa (jap. 櫛川 鳩子 Kushikawa Hatoko)

Seiyū: Hisako Kanemoto (drama CD), Saori Hayami (anime) (japoński), Melissa Molano (angielski)
Sympatyczna dziewczyna bujająca w obłokach, która jednak bierze na poważnie wygłupy Juraia z mocą. Jest jego długoletnią przyjaciółką z dzieciństwa i również żywi do niego coś więcej niż sympatię. Jej moc to Over Element (jap. 五帝（オーバーエレメント Ōbā Eremento; dosłownie pięciu cesarzy) pozwalająca jej na manipulację pięcioma podstawowymi żywiołami: ziemią, wodą, ogniem, wiatrem i światłem. Może ona łączyć te efekty ze sobą z różnym efektem, przykładowo przez połączenie ognia i ziemi wytworzy magmę.
- Sayumi Takanashi (jap. 高梨 彩弓 Takanashi Sayumi)

Seiyū: Yumi Hara (drama CD), Risa Taneda (anime) (japoński), Maggie Flecknoe (angielski)
Przewodnicząca klubu literackiego. Przeważnie siedzi w książkach i wyłącznie delikatnie pokazuje swoją sympatię do Juraia. Jej mocą jest Root of Origin (jap. 始原（ルートオブオリジン Rūto obu Orijin; dosłownie początek) – pozwala jej na przywrócenie dowolnej rzeczy lub osoby do jej pierwotnego stanu poprzez dotyk, jednak dokładna natura tej mocy pozostaje niejasna. Później okazuje się, że może ona również przywracać osoby lub rzeczy do miejsc, w których były wcześniej.
- Chifuyu Himeki (jap. 姫木 千冬 Himeki Chifuyu)

Seiyū: Rie Kugimiya (drama CD), Nanami Yamashita (anime) (japoński), Sasha Paysinger (angielski)
Uczennica czwartego roku, siostrzenica doradczyni. Jej moc to World Create (jap. 創世（ワールドクリエイト Wārudo Kurieito; dosłownie genesis) dająca jej możliwość tworzenia materii i przestrzeni. Może ona również, korzystając z pamięci Ziemi, tworzyć materię, jakiej nigdy wcześniej nie znała. Również żywi romantyczne uczucia do Juraia.

### Pozostali
- Mirei Kudō (jap. 工藤 美玲 Kudō Mirei)

Seiyū: Kana Asumi (drama CD), Kaori Fukuhara (anime) (japoński), Melissa Pritchett (angielski)
Przewodnicząca samorządu uczniowskiego, wytworzyła swoją własną moc. Jest to Grateful Robber (jap. 強欲（グレイトフルラバー） Gureitofuru Rabā; dosłownie chciwość) pozwalająca jej ukraść dowolną umiejętność, którą widziała podczas aktywacji. Na początku źle odczytała list od Juraia myląc słowa „złodziej” i „kochanek” (mające w języku japońskim jednakową wymowę rabā) i zakochała się w nim. Nawet po odrzuceniu była jego przyjaciółką.
- Hajime Kiryū (jap. 桐生 一 Kiryū Hajime)

Seiyū: Tomokazu Seki (drama CD), Takuma Terashima (anime) (japoński), Benjamin McLaughlin (angielski)
Starszy przyrodni brat Tomoyo, który rok temu wyprowadził się z domu. Ukończył studia i ma pracę. Podobnie jak Jurai również cierpi na Chūnibyō, jego moc to Pinpoint Abyss pozwalająca mu otwierać czarne dziury wciągające jego przeciwników i wyrzucające ich do miejsc, gdzie przebywali przed spotkaniem z nim, dodatkowo pozbawiając ich pamięci o spotkaniu.
- Hitomi Saito (jap. 斉藤 一十三 Saitō Hitomi)

Seiyū: Ayumi Fujimura (japoński), Regina Chen (angielski)
Druga osoba w hierarchii gangu Hajime.
- Lithia (jap. リーティア Rītia)

Seiyū: Yuka Ōtsubo (drama CD), Sayuri Hara (anime) (japoński), Chaney Moore (angielski)
Czarodziejka działająca w tym samym gangu co Hajime i doradzająca we wszystkim związanym z wojnami wróżek. Mimo niewielkich rozmiarów jest humorzasta i trudna w rozmowie.
- Shizumu Sagami (jap. 相模 静夢 Sagami Shizumu)

Seiyū: Yoshimasa Hosoya (japoński), Blake Shepard (angielski)
Chłopak, który jest wiecznie odrzucany przez dziewczyny z powodu irytującego sposobu bycia otaku. Lubi anime tak samo jak Jurai, jednak nie przyjaźnią się ze sobą. Krąży plotka, że należy on do kliki Hajime i również posiada jakąś moc. Jednak jej szef nie lubi go ze względu na uzurpatorską naturę.
- Madoka Kuki (jap. 九鬼 円 Kuki Madoka)

Seiyū: Emiri Katō (japoński), Terri Doty (angielski)
Najlepsza przyjaciółka Chifuyu ze szkoły, nazywała ją „Cookie”.
- Shiharu Satomi (jap. 里見 詩春 Satomi Shiharu)

Seiyū: Kaori Nazuka (japoński), Kaytha Coker (angielski)
Doradczyni klubu literackiego i ciotka Chifuyu. Często zabiera swoją siostrzenicę ze sobą ze względu na napięty grafik.
- Maiya Takanashi (jap. 高梨 舞矢 Takanashi Maiya)

Seiyū: Sumire Morohoshi (japoński), Karlii Hoch (angielski)
Młodsza siostra Sayumi.

## Light novel
Pierwsza z serii light novel została opublikowana 16 czerwca 2012 roku przez wydawnictwo SB Creative w ich imprincie GA Bunko. Jako ostatni ukazał się trzynasty tom 13 stycznia 2018 roku. 

## Anime
12-odcinkowa adaptacja anime została wyprodukowana przez studio Trigger. Ukazywała się w japońskiej telewizji między 6 października a 22 grudnia 2014 roku, dostępna była również w serwisie Crunchyroll. Wyreżyserował ją Masahiko Ōtsuka, który również zaprojektował całą serię. Projekt postaci wykonał Satoshi Yamaguchi, a zespół Elements Garden skomponował ścieżkę dźwiękową. Czołówką jest OVERLAPPERS w wykonaniu Qverktett:II (w skład którego wchodzili Haruka Yamazaki, Saori Hayami, Risa Taneda oraz Nanami Yamashita), a tyłówką You Gotta Love Me! w wykonaniu Kato＊Fuku (duet Emiri Katō oraz Kaori Fukuhary). Licencję na emisję w Ameryce Północnej wykupiło Sentai Filmworks. 